# The Life of a Showgirl
The Life of a Showgirl — предстоящий двенадцатый студийный альбом американской певицы и автора песен Тейлор Свифт, выходящий 3 октября 2025 года на лейбле Republic Records. Свифт выступила продюсером альбома совместно с Максом Мартином и Shellback. Альбом включает 12 песен, а Сабрина Карпентер приняла участие в записи заглавного трека в качестве приглашённого вокалиста.
Свифт задумала альбом The Life of a Showgirl во время европейского этапа её тура Eras Tour (2024), вдохновившись своей карьерой артистки. Фотографии альбома сделали Mert and Marcus, а Свифт выбрала провокационную, вдохновлённую шоугёрл тему; журналисты описали её как самую гламурную и яркую визуальную эстетику в её карьере. Обложка альбома — отсылка к картине 1850-х годов «Офелия».

## История
Спустя пять месяцев после выхода её одиннадцатого студийного альбома The Tortured Poets Department (2024), американская певица и автор песен Тейлор Свифт начала намекать на новую музыку 21 сентября 2024 года, надев ожерелье с её инициалами рядом с числом 12. После завершения тура the Eras Tour 8 декабря она продолжила тизерить своим следующим студийным альбомом, появившись на 67-й ежегодной премии Грэмми 2 февраля 2025 года, надев красные серьги, украшенные 12 драгоценными камнями. Universal Music Sweden сообщила в теперь удалённом сообщении от 15 апреля, что шведский скрипач Эрик Арвиндер внёс свой вклад в будущий альбом Свифт.
30 мая 2025 года Свифт объявила о полном владении правами на свои первые шесть студийных альбомов, положив конец шестилетнему спору. В сообщении поклонникам, анонсирующем эту новость, был представлен новый логотип с её инициалами («TS»), выполненный в стиле ар-деко. Как и в предыдущих альбомах, Свифт включила в заявление несколько «пасхальных яиц», например, двенадцать последовательных букв «I» во фразе «I was thiiiiiiiiiiiis close» и а также ограничила доступность письма на своём сайте 12 днями.
Hits, отраслевое издание, сообщило о «сейсмических слухах о новом альбоме Тейлор [Свифт]», но спустя несколько часов, 15 июля, удалило это заявление. Вскоре, 18 июля, команда Свифт по связям с общественностью начала проводить мероприятия по прослушиванию её прошлых альбомов. Газета Express Tribune 26 июля сообщила, что 24 июля Свифт тайно сняла музыкальное видео в Лос-Анджелесе, США.

## Продвижение
Свифт анонсировала новый альбом и его название (The Life of a Showgirl) после того, как на её сайте начался обратный отсчёт до 00:12 по восточному времени 12 августа 2025 года (7:12 по московскому времени).
Одновременно с этим Свифт также появилась в тизере своего выступления в еженедельном спортивном подкасте New Heights, ведущими которого являются её бойфренд и игрок в американский футбол Трэвис Келси и его брат Джейсон (Канзас-Сити Чифс); в тизере она демонстрирует размытую обложку альбома.
В сеть попал предполагаемый список композиций, из которого следовало, что альбом содержит 12 песен. В нём упоминается американская певица Сабрина Карпентер, которая исполнила заглавную песню альбома. По словам Поппи Платт из The Daily Telegraph, этот трек станет первым полноценным женским дуэтом Свифт на её собственном альбоме и станет своего рода «передачей эстафеты» восходящей звезде.
13 августа Свифт представила обложку альбома и список композиций, а также дату релиза — 3 октября. Также для предзаказа были доступны четыре варианта делюксовых CD. Каждый из них оформлен в разной цветовой гамме и называется соответственно: оранжевый «Sweat and Vanilla Perfume» («Аромат пота и ванили»), тёмно-красный «It’s Frightening» («Он пугающий»), сиреневый «It’s Rapturous» («Он восторженный») и белый «It’s Beautiful» («Он прекрасный»).
В ночь объявления Эмпайр-стейт-билдинг был подсвечен оранжевым цветом; на странице здания в Instagram было опубликовано изображение подсветки с подписью «Вперёд, в следующую эру». Плейлист Spotify под названием «И, детка, это шоу-бизнес для тебя» («And, baby, it’s show business for you»), подготовленный Свифт, рекламировался на рекламных щитах в Нью-Йорке и Нашвилле, штат Теннесси. Он содержит 22 песни из её дискографии, спродюсированные Максом Мартином и Shellback. Поисковые запросы Google по запросу «Taylor Swift» также отображали оранжевое конфетти, эмодзи в виде пылающего сердца и ранее опубликованное название плейлиста Spotify.

## Создание
Свифт продюсировала альбом вместе с Максом Мартином и Shellback, которые ранее работали со Свифт над её альбомами Red (2012), 1989 (2014) и Reputation (2017). Она заявила, что сотрудничество началось после разговора с Мартином во время тура The Eras Tour в Стокгольме в мае 2024 года и в последующие месяцы между датами европейского тура она ездила в Швецию, чтобы записать альбом. Свифт заявила, что альбом рассказывает о том, что она пережила и чувствовала за кулисами во время тура. Она также пояснила, что не будет никаких бонусных или неожиданных песен, поскольку она хотела, чтобы в её двенадцатом альбоме было всего двенадцать песен, объяснив, что она хотела создать «альбом, который был бы сосредоточен на качестве и теме, и чтобы все складывалось воедино, как идеальный пазл». Она также заявила, что одной из её целей при работе над альбомом было создание «заразительных» мелодий в отличие от его перегруженного текстами предшественника.
Незадолго до этого она начала встречаться с Трэвисом Келси. На стандартном постере Свифт изображена в ванне, покрытой бикини с драгоценностями, а вокруг неё, словно мусор, плавает название альбома.

## Художественное оформление и эстетика

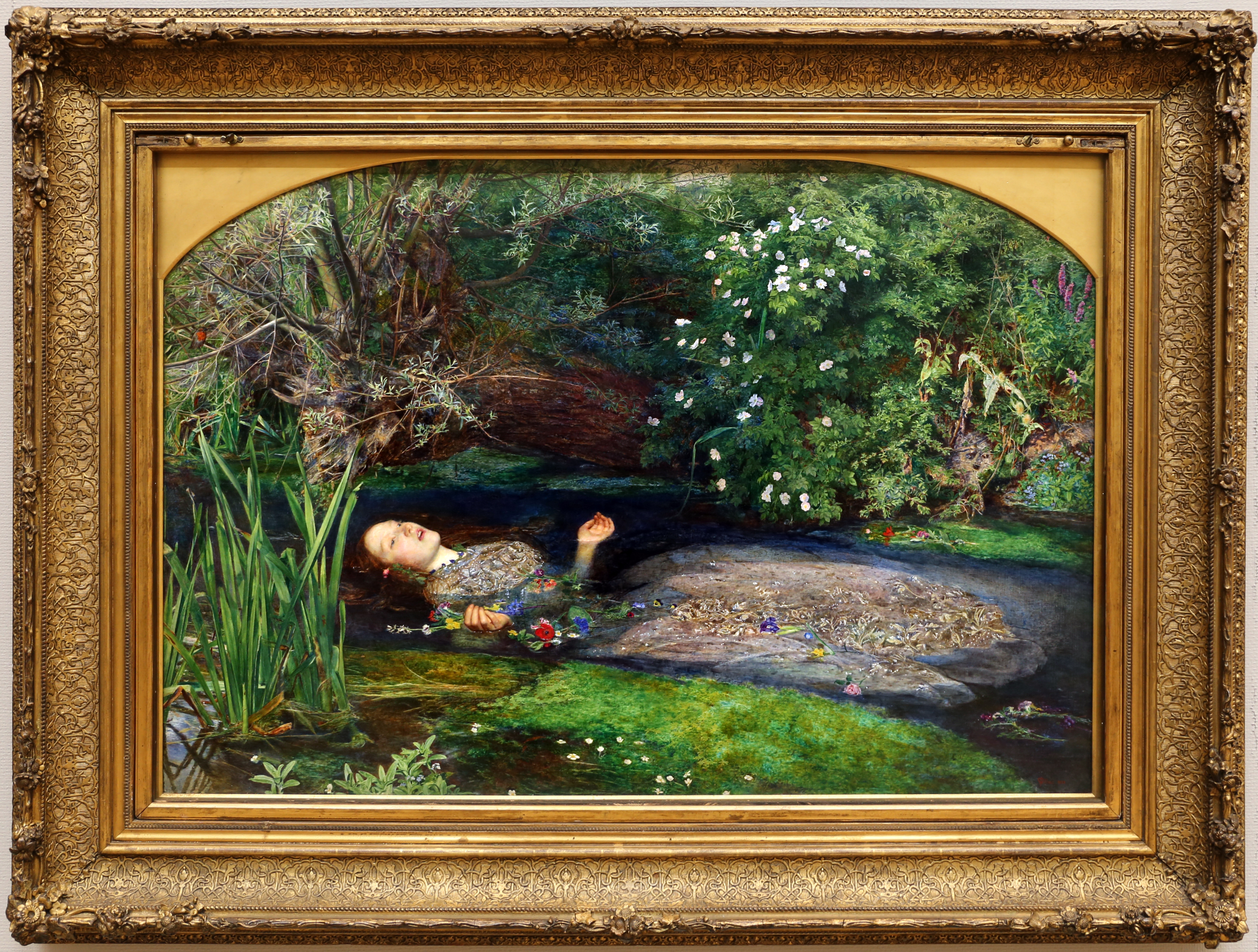
Обложка альбома отсылает к картине Джона Эверетта Милле «Офелия», написанной в 1850-х годах. На ней изображена трагическая гибель Офелии, героини пьесы Уильяма Шекспира «Гамлет». Первый трек альбома называется «The Fate of Ophelia»

Каждый альбом Свифт связан с определённым цветом. Альбом The Life of a Showgirl посвящён оранжевому цвету; Свифт описала этот оттенок как «блёстки Портофино-оранж». Фотографии для промо-материалов альбома, посвящённых танцовщицам, были сделаны Mert and Marcus, которые ранее работали со Свифт над альбомом Reputation. На стандартной обложке Свифт изображена наполовину погружённой в воду в серебряном топе-бра, украшенном рядами бриллиантов и покрывающем её торс. При этом её лицо и запястье находятся над поверхностью воды. Дизайн альбома разработан брендом AREA. На некоторых фрагментах обложки тело Свифт разбито на осколки, напоминающие осколки стекла, а название The Life of a Showgirl написано оранжевым глиттером. Для рекламных фотосессий альбома Свифт носила наряды, сшитые по индивидуальному заказу от The Blonds, нью-йоркского дома мод.
Свифт объяснила, что обложка должна была отражать внекулисную часть концертного тура, в том числе то, как каждый день тура «заканчивается мной в ванной». Журнал Marie Claire сравнил обложку с картиной «Офелия» английского художника Джона Эверетта Милле, а сам персонаж упоминается в названии вступительного трека «The Fate of Ophelia», а журнал Harper’s Bazaar сравнил её со сценой из музыкального клипа Свифт 2017 года «Look What You Made Me Do», где она сидит в ванне, полной драгоценностей. Журнал The Age сравнил обложку с театральным постером фильма Софии Копполы «Мария-Антуанетта» 2006 года.
Harper’s Bazaar окрестил их «самыми страстными» и «самыми провокационными» фотографиями в карьере Свифт.
Публикации разных изданий характеризовали общую эстетику альбома как изображение яркости, экстравагантности и максимализма танцовщиц. Кэлфи из Harper’s Bazaar окрестил фотографии альбома как пример «самой провокационной эстетики» в карьере Свифт, в то время как Оливия Петтер из The Times назвала The Life of a Showgirl её первым альбомным циклом, который намеренно сексуализировал её публичный образ. Хэли ЛеСэвидж из Marie Claire описала эстетику альбома как «чувственную и искрящуюся, и самую откровенную, которую Свифт когда-либо использовала на публике». Джей Шталь и Николь Фаллерт из USA Today написали, что альбом демонстрирует, как Свифт «отвоёвывает у публики право собственности на своё тело», добавив, что она «всегда знала, когда и что демонстрировать».

## Список композиций
По данным интернет-магазина. Все треки спродюсированы Свифт, Мартиным и Shellback.
| №   | Название                                                 | Длительность |
| --- | -------------------------------------------------------- | ------------ |
| 1.  | «The Fate of Ophelia»                                    |              |
| 2.  | «Elizabeth Taylor»                                       |              |
| 3.  | «Opalite»                                                |              |
| 4.  | «Father Figure»                                          |              |
| 5.  | «Eldest Daughter»                                        |              |
| 6.  | «Ruin the Friendship»                                    |              |
| 7.  | «Actually Romantic»                                      |              |
| 8.  | «Wish List»                                              |              |
| 9.  | «Wood»                                                   |              |
| 10. | «Cancelled!»                                             |              |
| 11. | «Honey»                                                  |              |
| 12. | «The Life of a Showgirl» (при участии Сабрины Карпентер) |              |

## История выхода
| Регион | Дата релиза | Форматы              | Ссылки               |
| ------ | ----------- | -------------------- | -------------------- |
| Мир    | TBA         | кассета CD винил, LP | [ 46 ] [ 47 ] [ 48 ] |

### Комментарии
1. ↑  Ссылки:[40][36][42][43]